# 張宗禹
張 宗禹（ちょう そうう、Zhāng Zōngyǔ、? - 1868年?）は、清末の捻軍の反乱の指導者の一人。『清史稿』の中では蔑称として「張総愚」と表記される。
安徽省潁州府亳州雉河集の出身。初め族叔父で大漢盟主の張楽行の捻軍蜂起に従う。江蘇省・河南省・安徽省・湖北省を転戦し、太平天国から梁王に封ぜられる。1863年に張楽行が清に殺されると余党を率いて作戦を継続した。1864年から太平天国の遵王頼文光とともに捻軍を再編し、騎兵を主とした流動作戦をとる。1865年、高楼寨の戦いで清のセンゲリンチン（僧格林沁）軍を壊滅させ、曽国藩の包囲を突破した。1866年、西捻軍を率いて河南省から陝西省に入り、回民蜂起軍と連合。1867年1月には西安の灞橋で清軍を破った。12月に頼文光の東捻軍を救援するために、山西省を経て直隷省に入った。東捻軍が滅亡したと知ると陝西省に戻ろうとしたが、清軍に阻まれて果たせなかった。直隷省・河南省・山東省一帯で活動し、天津に迫ったが、清軍の包囲にあう。転戦の末、翌1868年8月に徒駭河のほとりに至るが、以後の行方は杳として知れない。追い詰められて投身自殺したともいわれる。